# Комакі

Кома́кі (яп. 小牧市, こまきし, МФА: [komakʲi ɕi̥]?) — місто в Японії, в префектурі Айті. Розташоване в північно-західній частині префектури, на сході рівнини Міно-Оварі, біля гори Комакі.   Виникло на основі сільських поселень раннього нового часу. Отримало статус міста 1955 року. Площа становить 62,82 км². Станом на 1 серпня 2011 року населення складало 146 892  осіб, густота населення — 2340 осіб/км².  Основою економіки є садівництво, машинобудування, харчова промисловість, комерція.  В місті розташовані Наґойський аеропорт, музей битви при Комакі-Наґакуте, база Повітряних Сил Самооборони Японії. 

## Географія
- Гори: Комакі (86 м)
- Рівнини: Міно-Оварійська

## Історія
- 1563—1567: резиденція Оди Нобунаґи, національного героя Японії.

## Пам'ятки
- Руїни замку Комакі